# Polyporus hypomelanus
Polyporus hypomelanus är en svampart som beskrevs av Berk. ex Cooke 1886. Polyporus hypomelanus ingår i släktet Polyporus och familjen Polyporaceae.   Inga underarter finns listade i Catalogue of Life.